# Waitaki
Pour les articles homonymes, voir District de Waitaki.
Le Waitaki (anglais : Waitaki River) est l'un des plus longs cours d'eau de la Nouvelle-Zélande. Situé dans l'île du Sud dans les deux régions d'Otago et de Canterbury, il est long d'environ 110 km et l'un des fleuves les plus importants du bassin de Mackenzie.

## Géographie
Les lacs artificiels : Benmore, Aviemore (en) et Waitaki (en) se situent à ses sources, mais le fleuve est également alimenté par trois lacs glaciaires : Pukaki, Tekapo et Ohau (en). Les lacs Benmore et Aviemore sont équipés de barrages hydroélectriques : le barrage de Benmore et le barrage d'Aviemore, respectivement.
Une partie de son parcours forme la frontière entre les régions de Canterbury et celle d'Otago.

## Affluents
Le Waitaki a plusieurs affluents, notamment l'Ahuriri et la rivière Hakataramea. Il passe par Kurow et Glenavy avant de trouver son embouchure sur le Pacifique entre les villes de Timaru et Oamaru.

## Aménagements et écologie
Il y eut une proposition d'utilisation de 77 % des eaux du fleuve pour l'irrigation et l'électricité, le Project Aqua, refusé en mars 2004, largement à cause de l'opposition de la part du public mais aussi pour manque de viabilité commerciale.
Le fleuve est connu comme attraction touristique, de pêche et de sport nautique.

## Étymologie
Son nom signifie « eaux pleureuses » en maori.

## Sources
- (en) Cet article est partiellement ou en totalité issu de l’article de Wikipédia en anglais intitulé « Waitaki River, New Zealand » (voir la liste des auteurs).